# Babel II
Babel II (jap. バビル2世, Babiru Nisei) ist eine Mangaserie von Mitsuteru Yokoyama sowie eine darauf basierende Anime-Fernsehserie aus den 1970er Jahren. Später wurde auch eine Original Video Animation und 2001 eine weitere Fernsehserie produziert. Das Werk lässt sich in die Genres Action, Abenteuer, Science-Fiction und Shōnen einordnen.

## Inhalt
Der Jugendliche Koichi erfährt eines Tages, dass er übernatürliche Fähigkeiten hat und der Nachfahre des Außerirdischen Babel ist. Dieser kam vor langer Zeit auf die Erde und ließ den Turm zu Babel bauen. Nun soll Koichi mit dessen Fähigkeiten der Menschheit helfen und sie vor dem Bösen beschützen. Als er diese Aufgabe annimmt, werden ihm außerdem drei Helfer zur Seite gestellt: der Drache Ropros, der Gestaltwandler Roden, meist in der Gestalt eines schwarzen Panthers, und der Roboter Poseidon, der aus dem Meer kommt.
Nun muss Koichi gegen Yomi kämpfen, den Anführer eines Geheimbundes, der die Welt beherrschen will. Yomi hat die Fähigkeit, anderen seinen Willen aufzuzwingen, und kontrolliert so auch seine Untergebenen. Doch bei Koichi und seinen drei Helfern hat dies keine Wirkung.

## Veröffentlichung
Der Manga von Mitsuteru Yokoyama wurde von Juli 1971 bis Mai 1973 im Manga-Magazin Weekly Shōnen Champion des Verlags Akita Shoten veröffentlicht. Es folgte eine Veröffentlichung in zwölf Sammelbänden.

## Anime-Adaptionen

### Erste Serie
Die erste Serie wurde 1973 von Toei Animation unter der Regie von Kiyohiko Masuda und Shun'ichi Yukimuro produziert. Das Charakterdesign entwarf Shingo Araki und die Musik komponierte Shunsuke Kikuchi. Für den Vorspann verwendete man das Lied Babel Nisei von Ichiro Mizuki und dem Columbia Yurikago-kai – einer Zusammenarbeit des Kinderchors Otowa Yurikago-kai (音羽ゆりかご会) mit Columbia Music Entertainment um Lieder für Anime zu singen. Der Abspann wurde unterlegt mit Seigi no Chōnōryoku Shōnen von Ichiro Mizuki. Die Serie wurde vom 1. Januar 1973 bis zum 24. September 1974 von TV Asahi in Japan ausgestrahlt.
Die Website Hulu bot den Anime in Nordamerika über Streaming an. Außerdem existiert eine italienische und eine tagalog Synchronfassung.

#### Synchronisation
| Rolle                  | Japanischer Sprecher (Seiyū) |
| ---------------------- | ---------------------------- |
| Koichi Furumi/Babel II | Akira Kamiya                 |
| Yomi                   | Chikao Ōtsuka                |
| Rodem                  | Keiichi Noda                 |
| Yumiko Furumi          | Michiko Nomura               |
| Yumikos Mutter         | Akiko Tsuboi                 |
| Yumikos Vater          | Yonehiko Kitagawa            |
| Taro Watari            | Shingo Kanematsu             |
| Yuki Watari            | Tamaki Taura                 |
| Cii-bo                 | Keiko Yamamoto               |

### Original Video Animation
1992 wurde eine Original Video Animation veröffentlicht, die eine neue Version der Handlung der Serie wiedergibt. Bei der Produktion von Hikari Productions führte Yoshihisa Matsumoto Regie. Das Charakterdesign stammt von Shingo Araki, das Drehbuch schrieb Bin Namiki.
Die OVA wurde ins Englische, Spanische, Französische, Italienische und Portugiesische übersetzt. Eine deutsche Fassung wurde im Jahr 2001 von K-Toon und Premiere Sci-Fi, später von Junior ausgestrahlt. Die deutsche Synchronisation stammt von der Telesynchron Film.

### Zweite Serie
2001 folgte eine zweite Fernsehserie, die unter der Regie von Ken Ushikusa beim Studio Vega Entertainment entstanden ist. Das Charakterdesign gestaltete Ikuo Shimazu und die Musik produzierte Yuichi Orimoto. Die Erstausstrahlung des Animes fand vom 6. Oktober bis zum 29. Dezember 2001 bei TV Tokyo statt. Es folgten Übersetzungen ins Englische als Babel II – Beyond Infinity, Französische, Spanische und Portugiesische.

#### Synchronisation
| Rolle                  | Japanischer Sprecher (Seiyū) |
| ---------------------- | ---------------------------- |
| Koichi Kamiya/Babel II | Kenichi Suzumura             |
| Yomi                   | Mugihito                     |
| Rodem                  | Kenyu Horiuchi               |
| Yumiko Furumi          | Shoko Kikuchi                |
| Babel I                | Hiroya Ishimaru              |
| Reika Saeki            | Satsuki Yukino               |
| Hikari Homura/Leon     | Showtaro Morikubo            |
| Ryoko Kirishima        | Yurika Hino                  |
| Taizo Furumi           | Masayuki Nakata              |

## Rezeption
Die deutsche Zeitschrift AnimaniA lobt die OVA für „gelungene Charakterdesigns“ und eine gute Zusammenfassung der Manga-Handlung auf nur vier Folgen. Der Anime sei unterhaltsam, aber auch grafisch ansprechend mit angemessen viel Action. Inhaltlich treffe die OVA mit nostalgischen Elementen und einem archäologisch-esoterischen Abenteuer den Zeitgeschmack der 1990er Jahre. Auch die deutsche Synchronisation sei gelungen. Der Anime no Tomodachi bezeichnet die OVA von 1992 als die zeichnerisch schönste der Babel II-Reihe, die Serie von 1973 biete aber eine originellere Handlung.